# György Bizánczy
György Bizánczy, latinizat George Gennadius Bizanczy, (n. 1657, Velîkîi Rakoveț, Irșava, Transcarpatia, Ucraina – d. 22 iulie 1733, Gârbou, Sălaj, România) a fost un episcop greco-catolic al Eparhiei de Muncaci din 1716 până la moartea sa în 1733.

## Viața
György Bizánczy s-a născut în 1657. Și-a finalizat studiile la colegiul iezuit din Trnava și a fost hirotonit preot în 1701. A fost desemnat preot paroh în Nagykálló, în apropiere de satul Máriapócs.
În data de 21 decembrie 1716 a fost hirotonit episcop de mitropolitul Lev Kiszka.
În anul 1720 a înființat un vicariat greco-catolic al Maramureșului, iar în anii următori a efectuat numeroase vizitații canonice în zona respectivă, pentru consolidarea unirii cu Biserica Romei.
În anul 1729 l-a hirotonit episcop pe Inocențiu Micu-Klein.